# Mokronog
Mokronog je naselje i jedno od središte Općine Mokronog-Trebelno u istočnoj Sloveniji. Mokronog se nalaze u pokrajini Dolenjskoj i statističkoj regiji Jugoistočna Slovenija.

## Stanovištvo
Prema popisu stanovništva iz 2002. godine Mokronog je imao 700 stanovnika.

## Vanjske poveznice
- Satelitska snimka naselja, plan naselja  Arhivirana inačica izvorne stranice od 29. srpnja 2017. (Wayback Machine)